# Província d'Erzincan
La província d'Erzincan és una divisió administrativa de Turquia de la Regió d'Anatòlia Oriental. La capital és Erzincan.

## Districtes
- Erzincan
- Çayırlı
- İliç
- Kemah
- Kemaliye
- Otlukbeli
- Refahiye
- Tercan
- Üzümlü